# Polsat
Polsat is een Poolse commerciële omroep, onderdeel van de Polsat Group.

## Geschiedenis
Polsat ging op 5 december 1992 bij 16:30 van start vanuit Hilversum, Nederland als de eerste Poolse commerciële omroep, opgericht door Zygmunt Solorz-Żak.
De reden om de tv-uitzendingen vanuit Nederland te verzorgen was een legale manier om het Poolse publiek te bereiken zonder de Poolse wet te overtreden die commerciële zenders (nog) niet toestond. Op 27 januari 1994 kreeg Polsat alsnog een licentie voor landelijke commerciële uitzendingen van Krajowa Rada Radiofonii i Telewizji (Nationale Raad voor Radio en Televisie), die daarmee het monopolie van de publieke omroepen beëindigde. Tegenwoordig is Polsat is een van de vier grootste tv-netwerken in Polen met een marktaandeel van 11,45% (2016). Oprichter Zygmunt Solorz-Żak is mede door het succes van zijn bedrijf de tweede rijkste persoon in Polen geworden. (Forbes, 2016)

## Programma's (selectie)

### Entertainment
- Idol - Poolse versie van Idols (2002-2005 en sinds 2017)
- Taniec z Gwiazdami – Poolse versie van Dancing with the Stars
- Twoja twarz brzmi znajomo – Poolse versie van Soundmixshow (sinds 2014)
- Nasz nowy dom- Poolse versie van Extreme Makeover: Home Edition (sinds 2013)
- Top Chef – Poolse versie van Topchef (sinds 2013)
- Piekielna Kuchnia – Poolse versie van Hell's Kitchen (sinds 2014)
- My3 – Poolse versie van Iedereen K3 (sinds 2017)

### Informatief
- Wydarzenia (Evenementen) – nieuws (sinds 2004)
- Nowy Dzień (Nieuwe dag) – nieuws/ochtendprogramma (sinds 2008)
- Interwencja (Interventie) – reportages (sinds 2003)
- Państwo w państwie (Staat binnen een staat) – nieuws (sinds 2011)

### Tv-series
- Pierwsza miłość (Eerste liefde) - soapserie
- Przyjaciółki (Vriendinnen) - dramaserie (sinds 2012, 110 afleveringen)
- Niania w wielkim mieście (Nanny in de grote stad) - dramaserie (sinds 2017, 12 afleveringen)
- Świat według Kiepskich (De wereld volgens de Kiepski's) - sitcom (sinds 1999, 505 afleveringen)
- Daleko od noszy - reanimacja (Ver weg van de brancard - reanimatie) - sitcom (2003-2011 en sinds 2017, 228 afleveringen)
- Malanowski i Partnerzy (Malanowski & partners) - misdaaddocudrama (sinds 2009, 807 afleveringen)
- Trudne sprawy (Moeilijke kwesties) - docudramaserie (sinds 2011 631 afleveringen)
- Dlaczego ja? (Waarom ik?) (Sinds 2010, 677 afleveringen)
- Pamiętniki z wakacji (Vakantiedagboeken) (2011-2013, 2016, 61 afleveringen)
- Zdrady (Ontrouw) - docudramaserie (sinds 2013, 87 afleveringen)

### Sport
- UEFA Europese kwalificatiewedstrijden (voor UEFA Euro 2016 en 2018 FIFA World Cup) - wedstrijden van het Pools nationaal voetbalelftal
- Puchar Polski (alleen finales)
- 2017 Europees kampioenschap volleybal (heren)
- 2018 FIVB wereldkampioenschap volleybal (heren)
- Konfrontacja Sztuk Walki